# Max Payne (postać)
Max Payne – bohater serii gier komputerowych o tej samej nazwie, którego twórcą jest Sam Lake. Postać początkowo nazywała się Max Heat. W 2008 roku na podstawie gry powstał film w reżyserii Johna Moore'a, w którym główną rolę zagrał Mark Wahlberg.
Max to były policjant z Nowego Jorku, który prowadził śledztwo w sprawie morderstwa jego rodziny. Zostaje później zatrudniony przez ochroniarza z Brazylii.

## Odbiór w mediach
Serwis Eurogamer nadał Maxowi tytuł postaci roku 2001 (ang. Best Game Character Award). W roku 2011 według czytelników Księgi rekordów Guinnessa postać zajęła 42 miejsce na liście 50 bohaterów gier komputerowych wszech czasów.